# Косад
Косад (фр. Caussade) насеље је и општина у јужној Француској у региону Миди Пирене, у департману Тарн и Гарона која припада префектури Монтобан.
По подацима из 2011. године у општини је живело 6638 становника, а густина насељености је износила 145,16 становника/km². Општина се простире на површини од 45,73 km². Налази се на средњој надморској висини од 109 метара (максималној 208 m, а минималној 95 m).

## Демографија
| 1962. | 1968. | 1975. | 1982. | 1990. | 1999. | 2011. |
| ----- | ----- | ----- | ----- | ----- | ----- | ----- |
| 4.782 | 5.368 | 5.548 | 5.933 | 6.009 | 5.971 | 6.638 |

График промене броја становника у току последњих година